# Pabstleithen
Pabstleithen (früher auch Papstleithen) ist ein Ortsteil der Gemeinde Eichigt im sächsischen Vogtland. 

## Lage
Der Ort liegt südwestlich des Kernortes Eichigt. Nördlich des Ortes verläuft die Staatsstraße S 309 und südlich die Staatsgrenze zu Tschechien. Westlich, südlich und östlich des Ortes erstreckt sich das etwa 135 ha große Naturschutzgebiet Dreiländereck.

## Geschichte
Der Ort wurde spätestens 1487 als Wüstung zu Papstleyten ersterwähnt. Spätere Ortsnamensformen sind Postlaiten (1524), Pooß Leite (1758), Pabstleite (1791) und Pabstleithe, Papstleithe, Pabstleithen (1812). Papstleithen war nach Posseck gepfarrt und gehört heute zur Kirchgemeinde St. Jakobus im Vogtland. 1791 war der Ort den Rittergut Nentzschen im bayerischen Vogtland zugehörig. Zum 1. Juli 1950 wurde Pabstleithen nach Tiefenbrunn eingemeindet. Am 1. Januar 1994 wurde es mit Tiefenbrunn in die Gemeinde Eichigt eingegliedert. 1802 gab es im Ort 16, 1859 69, 1871 79, 1875 82 Häuser.
| Jahr          | 1791       | 1834 | 1859 | 1871 | 1875 | 1890 | 1910 | 1925 | 1939 | 1946 |
| ------------- | ---------- | ---- | ---- | ---- | ---- | ---- | ---- | ---- | ---- | ---- |
| Einwohnerzahl | 10 Häusler | 373  | 520  | 565  | 547  | 399  | 380  | 342  | 294  | 296  |

1925 waren 340 Einwohner evangelisch-lutherischer und zwei Einwohner römisch-katholischer Konfession. 

### Öffentlicher Nahverkehr
Pabstleithen wird von der vertakteten RufBus-Linie 56 des Verkehrsverbunds Vogtland mit Oelsnitz und Eichigt verbunden. In Bergen besteht Anschluss zum RufBus nach Adorf.

### Kulturdenkmale
In der Liste der Kulturdenkmale in Eichigt sind für Pabstleithen fünf Kulturdenkmale aufgeführt.

## Belege
1. ↑  Ev.-luth. Kirchgemeinde St. Jakobus im Vogtland. Abgerufen am 25. September 2024.
2. ↑  Pabstleithen – HOV | ISGV. Abgerufen am 19. Februar 2023.
3. ↑  Rittergüter und Schlösser im Königreiche Sachsen: Papstleithen – Wikisource. Abgerufen am 19. Februar 2023.
4. ↑  Generalübersicht sämmtlicher Ortschaften des Königreichs Sachsen nach der neuen Organisation der Behörden mit Angabe ihrer Einwohner- und Häuserzahl am 1. December 1871 : Zusammengestellt vom K. sächs. statist. Bureau – Digitalisat | MDZ. Abgerufen am 19. Februar 2023.
5. ↑  Alphabetisches Taschenbuch sämmtlicher im Königreiche Sachsen belegenen Ortschaften und der besonders benannten Wohnplätze : mit Angabe der politischen Gemeinden, der Amtsgerichte, der Landgerichte, der Kreishauptmannschaften, der Amtshauptmannschaften und der Gendarmerie-Bezirke, der Gebäude- und Einwohnerzahlen am 1. Dezember 1875, sowie der Postbestellanstalten – Digitalisat | MDZ. Abgerufen am 19. Februar 2023.